# Зыбинка (Долгоруковский район)
Зы́бинка — деревня Большебоевского сельского поселения Долгоруковского района Липецкой области.

## География
Деревня Зыбинка находится в северо-восточной части Долгоруковского района, в 18 км к северо-востоку от села Долгоруково. Находится в истоке небольшой реки Поповка.

## История
Зыбинка основана не позднее 2-й половины XVIII века. Впервые упоминается в «Экономических примечаниях Елецкого уезда» 1778 года как «деревня Зыбина Дуброва, 7 дворов, около отвершка Слепухинского». Позднее деревня стала называться Зыбинкой. Название – по болотистому, зыбкому грунту, или по фамилии Зыбин.
В «Списке населенных мест» Орловской губернии 1866 года, отмечена как «сельцо владельческое Зыбина (Зыбинка) при колодцах, 10 дворов, 158 жителей».
В 1905 году деревня Зыбинка числится в приходе Никольской церкви села Большая Боёвка.
В переписи населения 1926 года значится как деревня «Зыбино (Лукинка, Дубровка)», в ней 48 дворов, 299 жителей. В 1932 году — 325 жителей.
В 1928 году Зыбинка вошла в состав Долгоруковского района Елецкого округа Центрально-Чернозёмной области. После разделения ЦЧО в 1934 году Долгоруковский район вошёл в состав Воронежской, в 1935 — Курской, а в 1939 году — Орловской области. С 6 января 1954 года в составе Долгоруковского района Липецкой области.

## Население
| 2010 |
| ---- |
| 19   |

## Транспорт
Зыбинка связана грунтовыми дорогами с деревней Левашовка и селом Большая Боёвка.
В 2,5 км к западу от деревни находится железнодорожная станция ост. п. 459 км. (линия Елец – Валуйки ЮВЖД).